# Claudio Sepúlveda Donoso
Claudio Sepúlveda Donoso (Talca, 1 de junio de 1919 - Santiago de Chile, 29 de mayo de 1989) fue un aviador chileno, que alcanzó el grado de General de Aviación y fue ministro de estado en la cartera de Minería. 
Nació en Talca el 1 de junio de 1919. Fue hijo de Luis Sepúlveda Mandiola y Alicia Donoso Molina. Estuvo casado con Alicia Garín Willigmann, con quien tuvo dos hijos; María Alicia y Claudio.
Realizó estudios en la Escuela Militar del Libertador Bernardo O'Higgins para posteriormente pasar a la Fuerza Aérea de Chile. Desempeñó diferentes cargos durante su carrera entre los cuales destacan, el de Observador de la Organización de las Naciones Unidas en el Líbano, el de Edecán Aéreo del Presidente Jorge Alessandri y del Presidente Eduardo Frei Montalva, Agregado Militar y Aeronáutico en Reino Unido y Director de la Academia de Guerra Aérea. Además realizó diferentes comisiones al extranjero, para traer al país, material aéreo adquirido por la institución.
Con el grado de General de Brigada Aérea se desempeñó como ministro de Minería durante el gobierno del presidente Salvador Allende, desde noviembre de 1972 hasta marzo de 1973; siendo uno de los nueve militares que integraron el gabinete de la Unidad Popular (UP). Posterior a su salida del gabinete ministerial retomó sus funciones como Director de Instrucción de su institución, cargo que ejerció hasta septiembre de 1973, cuando fue nombrado Director del Personal y a su vez se le confiere el grado de General de Aviación. Se acogió a retiro en marzo de 1975. 
Falleció en Santiago de Chile el 29 de mayo de 1989. Se encuentra sepultado en el Cementerio General de Santiago.